# Микульский, Семён Петрович
Семён Петрович Микульский (15 сентября 1896, деревня Кивачина, Шерешевская волость, Пружанский уезд, Гродненская губерния — 8 мая 1964, Москва) — советский военачальник, генерал-лейтенант (2 ноября 1944).

## Начальная биография
Семён Петрович Микульский родился 15 сентября 1896 года в деревне Кивачина Пружанского уезда Гродненской губернии ныне Шерешёвского поссовета Пружанского района Брестской области.

## Военная служба

### Первая мировая и гражданская войны
В 1915 году был призван в ряды Русской императорской армии, после чего был направлен на учёбу в 2-ю Московскую школу прапорщиков, после окончания которой в 1916 году был направлен на Юго-Западный фронт, где в чине подпоручика был назначен на должность командира пехотной роты.
В феврале 1918 года вступил в ряды РККА, после чего был назначен на должность начальника военного продпункта железнодорожной станции Тула, в августе — на должность начальника Нижегородского военного продовольственного железнодорожного пункта, в мае 1919 года — на должность помощника заведующего Ржевского военного продовольственного пункта, а в декабре — на должность военного коменданта города Ржев.
В мае 1920 года Микульский был назначен на должность командира роты запасного батальона Мозырской группы Западного фронта, в октябре — на должность командира роты школы комсостава 10-й стрелковой дивизии в Воронеже, в апреле 1921 года — на должность инструктора политического отдела Тамбовской армии, в июле — на должность начальника политического отдела 3-го боевого участка Тамбовской армии и 15-й Сибирской кавалерийской дивизии в Борисоглебске. Принимал участие в боевых действиях на Западном фронте, а также в подавлении восстания в Тамбовской губернии.

### Межвоенное время
В апреле 1922 года был назначен на должность заместителя начальника политического отдела 56-й стрелковой дивизии (Ленинградский военный округ), в мае 1923 года — на должность начальника организационно-учетной части политического отдела 16-й стрелковой дивизии, в апреле 1924 года — на должность начальника политического отдела 5-й Кубанской кавалерийской бригады (Сибирский военный округ), а в сентябре 1925 года — на должность военного комиссара 12-го стрелкового полка (4-я стрелковая дивизия, Западный военный округ).
В августе 1926 года Микульский был направлен на учёбу в Военную академию имени М. В. Фрунзе, после окончания которой в июле 1929 года был направлен в 81-ю стрелковую дивизию (Московский военный округ), где служил на должностях командира роты 242-го стрелкового полка, временно исполняющего должность командира и комиссара 243-го стрелкового полка.
В мае 1930 года был назначен на должность начальника 1-й части штаба 56-й стрелковой дивизии (Ленинградский военный округ), в декабре того же года — на должность помощника начальника, затем — на должность начальника 1-го сектора 1-го отдела, а в феврале 1933 года — на должность начальника 2-го сектора этого же отдела в штабе Ленинградского военного округа. В ноябре того же года был направлен на учёбу на оперативный факультет Военной академии имени М. В. Фрунзе, после окончании которого в июле 1934 года вернулся в штаб Ленинградского военного округа, где служил на должностях начальника 2-го сектора 1-го отдела и помощника начальника 2-го отдела штаба округа.
В декабре 1936 года Микульский был назначен на должность командира 162-го стрелкового полка (54-я стрелковая дивизия, Ленинградский военный округ), в августе 1939 года — на должность начальника штаба 142-й стрелковой дивизии, после чего принимал участие в ходе советско-финской войны.
В апреле 1940 года был назначен на должность командира 142-й стрелковой дивизии.

### Великая Отечественная война
С началом войны Микульский находился на прежней должности, а с сентября того же года исполнял должность начальника штаба 23-й армии (Ленинградский фронт), ведшей оборонительные боевые действия на Карельском перешейке. В январе 1942 года был назначен на должности заместителя командующего 54-й армией и командующего оперативной группой войск Волховского фронта, а с ноября того же года исполнял должность начальника штаба 2-й ударной армии.
В декабре был назначен на должность заместителя командующего 8-й армией, а 19 июня 1943 года — на должность командира 6-го стрелкового корпуса, который во время Новгородско-Лужской наступательной операции принимал участие в ходе освобождения Новгорода.
В апреле 1944 года был назначен на должность командира 123-го стрелкового корпуса, в июне — на должность командира 99-го стрелкового корпуса, который в декабре того же года был преобразован в 40-й гвардейский, после чего принимал участие в ходе Выборгско-Петрозаводской и Петсамо-Киркенесской наступательных операций, а также при освобождении Киркенеса и Петсамо, а затем действовал в ходе Восточно-Померанской наступательной операции.
В марте 1945 года был назначен на должность коменданта города Данциг.
За время войны генерал Микульский был 11 раз персонально упомянут в благодарственных в приказах Верховного Главнокомандующего.

### Послевоенная карьера

Могила Микульского на Преображенском кладбище Москвы.

В июле 1945 года генерал-лейтенант Микульский был назначен на должность командира 54-го стрелкового корпуса, а в мае 1946 года — на должность старшего преподавателя Высшей военной академии имени К. Е. Ворошилова. В июне 1948 года ему было присвоено право окончившего академию.
Генерал-лейтенант Семен Петрович Микульский в марте 1955 года вышел в запас. Умер 8 мая 1964 года в Москве, похоронен на Преображенском кладбище.

## Награды
- орден Ленина (21.02.1945);
- четыре ордена Красного Знамени (25.07.1941, 03.11.1944, 11.07.1945, 24.06.1948);
- орден Кутузова I степени (23.08.1944);
- орден Богдана Хмельницкого I степени (02.11.1944);
- орден Суворова II степени (21.02.1944);
- медали.

Других государств
- орден «Крест Грюнвальда» III степени (06.04.1946, ПНР)
- медаль «Победы и Свободы» (09.05.1946, ПНР)
- медаль «За Одру, Нису и Балтику» (06.04.1946, ПНР)

1. За форсирование реки Волхов и верховья озера Ильмень, прорыв сильно укрепленной долговременной обороны немцев, и овладение штурмом важным хозяйственно-политическим центром страны городом Новгород — крупным узлом коммуникаций и мощным опорным пунктом обороны немцев. 20 января 1944 года № 61
2. За форсирование реки Свирь на всем фронте от Онежского озера до Ладожского озера, прорыв сильно укрепленной обороны противника и захват более 200 населенных пунктов, среди которых: Подпорожье, Свирьстрой, Вознесенье, Михайловская, Мегрозеро, Печная Сельга, Бережная, Микентьева. 24 июня 1944 года № 114
3. За овладение городом Петсамо (Печенга) — важной военно-морской базой и мощным опорным пунктом обороны немцев на Крайнем Севере. 5 октября 1944 года № 197
4. За освобождение от немецких захватчиков всего района никелевого производства и захват с боями важных населенных пунктов Печенгской (Петсамской) области — Никель, Ахмалахти, Сальмиярви. 23 октября 1944 года № 202
5. За пересечение государственной границы Норвегии и овладением в трудных условиях Заполярья городом Киркенес — важным портом в Баренцевом море. 25 октября 1944 года № 205
6. За полное освобождение Печенгской (Петсамской) области от немецких захватчиков. 1 ноября 1944 года № 208
7. За овладение городами Шлохау, Штегерс, Хаммерштайн, Бальденберг, Бублид — важными узлами коммуникаций и сильными опорными пунктами обороны немцев. 27 февраля 1945 года. № 285
8. За овладение городами Нойштеттин и Прехлау — важными узлами коммуникаций и сильными опорными пунктами обороны немцев в Померании. 28 февраля 1945 года. № 286
9. За овладение городом Штольп — важным узлом железных и шоссейных дорог и мощным опорным пунктом обороны немцев в Северной Померании. 9 марта 1945 года. № 297
10. За овладение важными узлами железных и шоссейных дорог — городами Лауенбург и Картузы (Картхауз). 10 марта 1945 года. № 298
11. За овладение важными опорными пунктами обороны немцев на подступах к Данцигу и Гдыне — городами Тчев (Диршау), Вейхерово (Нойштадт) и выход на побережье Данцигской бухты севернее Гдыни с овладением городом Пуцк (Путциг). 12 марта 1945 года. № 299